# Бењамин Тахировић
Бењамин Тахировић (Спонга, 3. март 2003) је босанскохерцеговачки фудбалер који тренутно наступа за Брендби. Игра на позицији везног играча.
Тахировић је рођен у стокхолмском насељу Спонга у Шведској, од родитеља пореклом из Сарајева у Босни и Херцеговини.

## Успеси
Васалунд
- Трећа лига Шведске  (1) : 2020. Север[7]

 Рома
- Лига Европе: (финале: 2022/23)[8]